# Mittarfeqarfiit
Mittarfeqarfiit („Wo es Flughäfen gibt“; dänisch Grønlands Lufthavne; englisch Greenland Airports) ist der staatliche grönländische Flughafenbetreiber.

## Geschichte
Bis 1988 wurden die grönländischen Heliports und die damals noch wenigen Flughäfen je nach Hintergrund entweder von den Dänischen Streitkräften, der US Air Force, Grønlandsfly, Grønlands Tekniske Organisation, Den Kongelige Grønlandske Handel, Statens Lufthavnsvæsen oder dem privaten Minenunternehmen Greenex betrieben. Die grönländische Regierung gründete deswegen Grønlands Lufthavnsvæsen, das heutige Mittarfeqarfiit, um einen gesammelten Flughafenbetrieb zu ermöglichen.
Für den Neubau der internationalen Flughäfen in Nuuk und Ilulissat wurde das Staatsunternehmen Kalaallit Airports gegründet, das anschließend auch den Betrieb übernehmen soll. Damit würde Mittarfeqarfiit einen Großteil seiner Aufgaben und Einnahmen verlieren. Aus diesem Grund begann man 2022 eine Fusion der beiden Unternehmen zu diskutieren, bei der Mittarfeqarfiit aufgelöst würde.

## Organisation
Mittarfeqarfiit ist ein im Gegensatz zu den anderen staatlichen Unternehmen ein ohne Aufsichtsrat betriebenes Unternehmen. Es ist dem Departement für Wohnungswesen und Infrastruktur unterstellt. Mittarfeqarfiit betreibt 13 Flughäfen und 43 Hubschrauberlandeplätze in Grönland sowie die Flughafenhotels in Kangerlussuaq und Narsarsuaq. In manchen Bereichen übernimmt Mittarfeqarfiit auch andere Aufgaben wie Energieversorgung und Ladenbetrieb.